# Nậm Xá
Nậm Xá là phụ lưu cấp 2 ở bờ trái sông Đà, chảy ở huyện Mường La tỉnh Sơn La, Việt Nam .
Nậm Xá dài khoảng 18 km.

## Dòng chảy
Nậm Xá bắt nguồn từ hợp lưu các suối vùng núi ở phần bắc hai xã Chiềng Ân và Chiềng Công huyện Mường La 21°31′21″B 104°15′25″Đ / 21,5225°B 104,25694°Đ, chảy uốn lượn về hướng tây nam.
Nậm Xá chảy đến bản Pa Xá Hồng thì hợp lưu với Nậm Hồng từ phía đông chảy đến, lập thành Nậm Pia 21°27′14″B 104°10′36″Đ / 21,45389°B 104,17667°Đ. Nậm Pia chảy qua bản Mường Pia xã Chiềng Hoa thì đổ vào sông Đà phía bờ trái, phía dưới Thủy điện Sơn La chừng 10 km .

## Thủy điện
Thủy điện Nậm Xá có công suất lắp máy 9,6 MW với 2 tổ máy, xây dựng tại xã Chiềng Ân, khởi công 10/2012, hoàn thành 12/2015 .
Thủy điện Nậm Pia có công suất lắp máy 15 MW, xây dựng trên dòng nậm Pia tại xã Chiềng Hoa, huyện Mường La, khởi công 06/2006, hoàn thành 06/2009 .

## Chỉ dẫn
1. ↑  Trong tiếng Tày-Thái "Nậm" đã có nghĩa là nước, sông, suối.